# Pepe Brescia
José Brescia Sánchez, más conocido como Pepe Brescia (10 de febrero de 1957, Alhaurín el Grande, Málaga) fue un exfutbolista español. Brescia jugaba en la posición de defensa central.
Se formó como futbolista en el CD Alhaurino, para posteriormente pasar al filial malaguista.
En 1977 ascendió al CD Málaga, donde jugaría el resto de su carrera hasta que debido a continuas lesiones tuvo que dejar la práctica del fútbol en 1986.
Falleció el 27 de junio de 2025.

## Brescia, el primer pensionista del fútbol español
Jugó durante nueve temporadas en el Málaga y le fue concedida la invalidez profesional por una gravísima lesión en las rodillas
Fue uno de los pocos buenos recuerdos que dejó Otto Bumbel de su efímera segunda etapa como entrenador del Málaga. En escasamente tres meses dejó entrever que no sería capaz de enderezar el torcido rumbo de la nave malaguista a la deriva. Si grandes eran las complicaciones económicas para el presidente, Federico Brinkmann, no resultaban menores las que aparecían en el horizonte deportivo. Bumbel no pudo con ellas y cedió el puesto que había heredado de José Luis Fuentes a favor de Viberti. Sin embargo, de ese segundo paso del técnico brasileño por el Málaga quedaría la presencia de uno de los hombres de la cantera que mayor gloria alcanzó en la historia del club blanquiazul. José Brescia fue su único timbre de gloria porque él le incorporó a la primera plantilla.
Su carrera fue meteórica. Llegó al Malagueño, en regional. En su primer año como jugador del filial ascendió a Tercera División. Sus logros en el segundo ejercicio como malaguista fueron todavía mayores. Poco más de un año estuvo en el Malagueño. Quince meses le bastaron para dar el salto. Procedía del Alhaurino en el que fue un jugador precoz. Vino al Atlético al tiempo que Antonio Benítez debuta como entrenador en el filial.
Desde el principio manifestó una capacitación. Recién salido del cascarón de juvenil, Brescia demostró que poseía la primera y principal cualidad que debe poseer quien pretenda ser profesional en el fútbol: conocimiento de sus posibilidades.

## Transformación
El Brescia juvenil, que actuaba como interior, se transformó al convertirse el Brescia profesional en defensa. Nunca olvidó que el asumir riesgos en la retaguardia puede traer funestas consecuencias. Y él, desde sus comienzos en el segundo equipo de Martiricos, vistió con sencillez sus intervenciones. Su cultivada inteligencia se reflejaba en su quehacer balompédico.
Cuando un jugador en olor de multitud, a los dos meses de haber debutado con el titular, cree, y confiesa: «Ando escaso de técnica para desenvolverme en cualquier puesto» -Hoja del Lunes, 13 de febrero del 78- no cabe la menor duda que sabe por donde va. Hacia donde camina. Y encuentra lo que busca: el éxito.
José Brescia Sánchez nació en Alhaurín el Grande el 10 de febrero de 1957. A los dieciséis años pasó del Atlético Alhaurino al Alhaurino, en Regional Preferente. En septiembre de 1976 debutó en La Rosaleda. Entró con mal pie, de cara al marcador. El filial, en el que sólo quedaban un par de jugadores de la temporada anterior, perdió con el Puerto Real. Benítez había aprovechado la pretemporada para conocer a sus pupilos.
Al recibido como medio lo reconvirtió en central. Y formó un tándem Brescia-Mata que dio mucho juego en el Malagueño y que estuvo a punto de convertirse en pareja defensiva en el Málaga. Aparte, su afición, le impulsaba en pro del triunfo la necesidad de complementar su beca de estudios para culminar sus ambiciones universitarias. Y el pequeño sueldo del filial le vino como anillo al dedo.
De treinta y ocho partidos oficiales, en la temporada de su estreno sobre el césped de Martiricos no dejó pasar ni uno. Y por eso a la temporada siguiente, exactamente un año, tres meses y nueve días después de haber debutado en el filial lo hacía con el primer equipo. El rival era Las Palmas y el partido de Copa del Rey. Como en el Malagueño, le tocó estrenarse ante su afición. Y como en el filial, el marcador final no estuvo acorde con las ilusiones de Pepe Brescia. Un empate a uno resultaba claramente insuficiente para satisfacer sus ambiciones. Cuatro días después, se estrenaba en Liga. También en casa, ante el Baracaldo, y con el mismo resultado: empate a uno.
El Málaga estaba para sopita y buen vino. Incluir en un equipo en manifiesto declive a un joven debutante representaba una difícil prueba. Bumbel siempre fue valiente para ello. En el Elche, y en el Málaga. Aquí, en precaria situación deportiva, lanzó desde el primer equipo a Monreal y a Conejo. Pero para el alhaurino llegar a un equipo de tan en menguado rendimiento no fue una invitación a capitular. Si el entrenador fue decidido al apostar por Brescia, él no lo fue menos en corresponder, con creces, a la confianza que se le brindaba. A Bumbel le sustituyó, a los dos meses, Sebastián Humberto Viberti. Pero para Brescia nada cambió. A los 52 partidos del filial unió esa su primera temporada veintitrés más.

## El calvario
Nueve temporadas después -con las licenciaturas de Magisterio, Geografía e Historia Contemporánea, Brescia no pudo acrecentar su palmarés malaguista. Las lesiones terminaron por crucificarle. Unas tras otra una serie de lesiones terminaron por retirarle. El tendón de Aquiles, las rodillas, con dos intervenciones quirúrgicas en cuatro meses (22-11-85 a 21-3-86). Tuvo que desistir.
Sus números en el 'ranking' malaguista se pudieron haber mejorado. Por temporadas jugadas- nueve- sólo le superaban doce profesionales y en cuanto a actuaciones, Pepe Brescia estaba en el cuadro de los grandes. A sus títulos universitarios unía los deportivos y se convertía en uno de los componentes del mejor once de jugadores salidos de la cantera: Fernando, Popo, Nacho, Brescia, Monreal; Migueli, Canillas, Benítez; Juan Carlos, Bernardi y José. Más de doscientos encuentros oficiales en su haber. Superó la rotura del tendón de Aquiles (1982), la operación de las dos rodillas (1985) y finalmente el 'síndrome del polo inferior de las rótulas' le condujo a la invalidez profesional. Si penoso fue su enfrentamiento al bisturí, no lo resultó menos ante los tribunales.
Igual que triunfó en el fútbol y en la universidad, también lo consiguió en su justa reclamación. Y fue el primer jugador español en solicitar -y obtener- la pensión de incapacidad permanente total para su profesión (1986). Su mujer, María de la Paz Sellés, abogada, y Rafael Stecchini, graduado social, se enfrentaron a dos resoluciones denegatorias y a un recurso del INSS. La sentencia del Juzgado de lo Social resolvió favorablemente al exjugador malaguista Brescia abrió la puerta de acceso a unas prestaciones de la Seguridad Social que antes ni siquiera habían intentado los jugadores de fútbol y se convirtió en el primer pensionista del balompié español.
Actualmente es profesor de Educación Física en el CEIP Pablo Ruiz Picasso de Alhaurin el Grande.

## Clubes
| Club         | País   | Año       |
| ------------ | ------ | --------- |
| CD Alhaurino | España | 1973-1976 |
| CA Malagueño | España | 1976-1978 |
| CD Málaga    | España | 1977-1986 |